# Ki Bo-Bae
Ki Bo-Bae (en hangul: 기보배) (Anyang, Corea del Sud 1988) és una tiradora amb arc sud-coreana, tres vegades campiona olímpica.

## Vida personal
Va néixer el 20 d'abril a la ciutat d'Anyang, població situada la província de Gyeonggi-do (Corea del Sud).

## Carrera esportiva
Va participar, als 24 anys, als Jocs Olímpics d'Estiu de 2012 celebrats a Londres (Regne Unit), on va aconseguir guanyar la medalla d'or en la prova individual així com per equips.
En els Jocs Olímpics d'Estiu de 2016 realitzats a Rio de Janeiro (Brasil) va aconseguir revalidar el títol en equips, si bé guanyà la medalla de bronze en la categoria individual femenina.
Al llarg de la seva carrera ha guanyat set medalles en el Campionat del Món de tir amb arc, cinc d'elles d'or; dues medalles a la Copa del Món, una d'or; sis a la Universíada, cinc d'or; i una d'or als Jocs asiàtics.